# George James Allman
George James Allman, född 1812 i Cork, död den 24 november 1898, var en irländsk zoolog.
Allman var 1855–1870 professor i Edinburgh. Han är bekant särskilt för sina arbeten om hydroidpolyperna. Han blev fellow of the Royal Society 1854 och fellow of the Royal Society of Edinburgh 1856 samt tilldelades Royal Medal 1873, Cunninghammedaljen 1878 och Linnean Medal 1896.